# François Tourte
François Xavier Tourte (1747 – 25 aprile 1835) è stato un archettaio francese che ha dato numerosi contributi significativi allo sviluppo dell'arco degli strumenti a corda ed è considerato la figura più importante nello sviluppo dell'arco moderno.

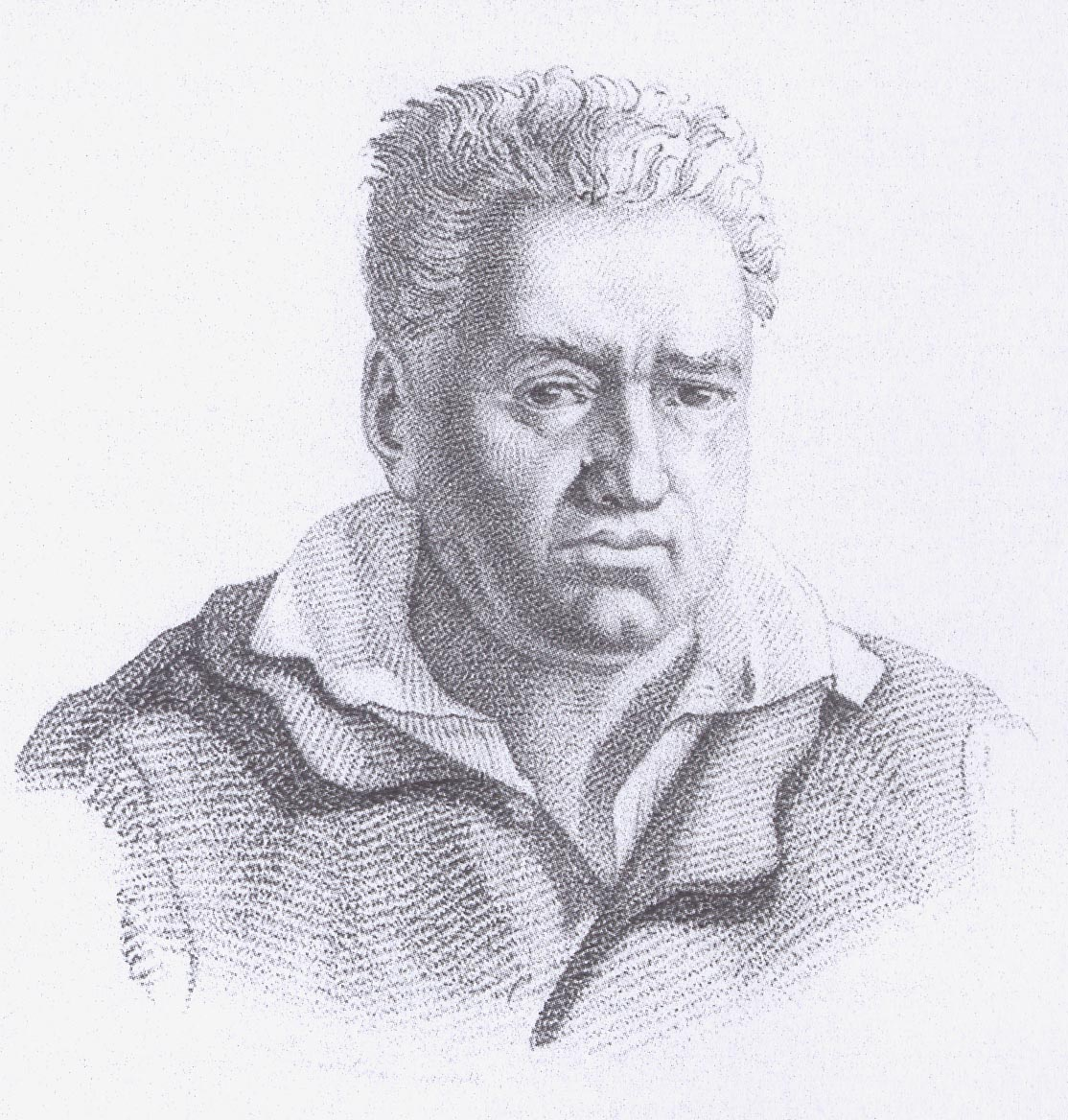
Incisione di François Xavier Tourte, J. Frey, 1818

Per questo è stato spesso chiamato lo Stradivari dell'arco.

## Biografia
Tourte trascorse 8 anni come apprendista orologiaio prima di diventare apprendista di suo padre liutaio, Nicolas Pierre Tourte (c.1700 - 1764). Dopo la morte del padre, in collaborazione con il virtuoso del violino Giovanni Battista Viotti, apportò importanti modifiche nella forma dell'arco nel periodo classico tra il 1785 e il 1790. Lo allungò leggermente, a 74 – 75 centimetri, e venne usato più legno nella punta e un nottolo più pesante.
Gli archi di Tourte erano realizzati in legno di pernambuco, il tipo di legno più comune utilizzato oggi sugli archi per professionisti, piegato tramite l'esposizione al calore. Gli archi di Tourte tendevano ad essere più pesanti dei modelli precedenti, con più legno sulla punta dell'arco controbilanciato da un tallone più pesante (il dispositivo che collega i crini al bastone all'estremità più vicina alla mano dell'esecutore).
Generalmente hanno una lunghezza utilizzabile dei crini di circa 65 cm, e il punto di equilibrio è a 19 cm dal tallone. Gli archi erano elegantemente scanalati per metà, o talvolta per tutta la loro lunghezza. La curva nel legno veniva creata riscaldando a fondo il legno e poi piegandolo. Prima di Tourte, gli archi venivano tagliati con la curva desiderata. L'ultima importante modifica attribuita a Tourte fu la vite nel dado per regolare la tensione dei crini. Questa vite di spinta e di ritiro si trova praticamente su tutti gli archi per violino moderni. Gli viene anche attribuita l'invenzione del blocco distanziatore, che fissa i crini dell'arco in un nastro piatto, prevenendo così i grovigli.
Al culmine della sua carriera, un solo arco Tourte costava 15 Luigi d'oro. Tourte distruggeva qualsiasi arco che non fosse del tutto impeccabile prima che lasciasse la sua officina. Non verniciò mai i suoi archi ma li strofinava semplicemente con polvere di pomice e olio. Il modello Tourte è stato seguito da quelli di Dominique Peccatte, Jacob Eury, Nicolas Maire, François Lupot, Nicolas Maline, Joseph Henry e Jean Pierre Marie Persois.

## Citazioni
"L'archettaio francese François-Xavier Tourte, più comunemente noto come François Tourte o Tourte le jeune, è spesso definito 'l'inventore dell'arco moderno' o 'lo Stradivari dell'arco.' I suoi archi, databili tra la fine del Settecento e i primi decenni dell'Ottocento, ebbero un marcato effetto sul timbro dei violini e sulla pratica esecutiva, consentendo lo sviluppo di nuove forme espressive e, in particolare, facilitando il maggiore uso del legato. La voce di François Joseph Fétis nella seconda edizione ampliata della sua Biographie Universelle des Musiciens et Bibliographie Générale de la Musique (1860–65) è stata fino a poco tempo l'unica fonte di informazioni biografiche su François Tourte. Una trentina di documenti recentemente scoperti negli archivi francesi forniscono ulteriori nuove informazioni sulla vita e l'opera di questo creatore". Stewart Pollens, Metropolitan Museum of Art, New York.
"Tourte è stata una famiglia francese di archettai e liutai con Nicolas Pierre Tourte e i suoi figli Nicolas Léonard e François Xavier e forse Charles Tourte, figlio di Nicolas Léonard. Inoltre, esistono almeno due archi scanalati (canalé) risalenti al 1750-1760 circa recanti il marchio A.TOURTE." - Paul Childs